# 盐东县
盐东县，中国旧县名。
盐阜抗日根据地设。1942年由江苏省盐城县东部析置，治所在陈家小店（今属射阳县），1948年迁南洋岸（今属盐城市）。以位盐城县东得名。1949年撤销，并入射阳县。 